# Odontophora paratenuicaudata
Odontophora paratenuicaudata is een rondwormensoort uit de familie van de Axonolaimidae. De wetenschappelijke naam van de soort is voor het eerst geldig gepubliceerd in 1942 door Allgén.